# L'Héritage de Bill Money
L'Héritage de Bill Money ou L'Héritage est la deuxième histoire de la série Spirou et Fantasio de Rob-Vel. Elle est publiée pour la première fois du no 28/38 au no 11/39 du journal Spirou en 1939. C'est la première rencontre entre Spirou et Fantasio.

## Univers

### Personnages
- Spirou
- Fantasio
- Sidi-Coco

## Publication

### Album
L'histoire ne fut jamais publié en album.